# Antonio Troitiño
Antonio Troitiño Arranz (Tariego de Cerrato, Palencia, 26 de junio de 1957 - Irún, Guipúzcoa, 17 de diciembre de 2021) fue un terrorista español, miembro de la organización terrorista Euskadi Ta Askatasuna (ETA), autor de veintidós asesinatos, por los que fue condenado a más de 2700 años de prisión. Aunque obtuvo la libertad al considerarse cumplida la pena tras la sentencia del Tribunal Europeo de Derechos Humanos contra la doctrina jurisprudencial Parot, fue detenido en febrero de 2014 en Londres por considerarse que se había integrado de nuevo en la estructura de ETA y puesto en libertad condicional con medidas cautelares al día siguiente hasta su comparecencia ante los tribunales británicos.

## Actividad terrorista
Activo miembro del comando Madrid de ETA, su primer asesinato lo cometió en 1983 al matar a un carnicero en Irún. El 12 de junio de 1985 participó en los asesinatos de un coronel del ejército, un soldado y un artificiero de la policía. El 29 de julio del mismo año participó también en el asesinato del vicealmirante Fausto Escrigas. Un año más tarde, el 27 de abril y el 17 de junio de 1986 participó en dos atentados contra la Guardia Civil y el ejército, provocando la muerte de cinco guardias, un soldado, el teniente coronel Carlos Vesteiro y el comandante Ricardo Sáenz de Ynestrillas, además de causar once heridos. Por ambos atentados la Audiencia Nacional lo condenó a 378 y 348 años de cárcel, respectivamente. Ese mismo año trató de atentar contra el entonces fiscal general del Estado, Luis Antonio Burón Barba. El atentado más grave en el que participó junto con el comando Madrid fue el cometido el 14 de julio de 1986 en la capital de España, en la plaza de la República Dominicana, donde murieron doce miembros de la Guardia Civil y hubo además siete heridos, siendo el responsable de accionar el explosivo. La Audiencia Nacional lo condenó por este atentado a 2232 años de prisión. Troitiño fue detenido, junto a los miembros del comando Madrid Cristina Arrizabalaga, María Teresa Rojo, Esteban Esteban Nieto, Inmaculada Noble y José Ignacio de Juana Chaos, el 16 de enero de 1987.

## Puesta en libertad
Troitiño fue puesto en libertad tras cumplir veinticuatro años de prisión el 13 de abril de 2011 por orden de la Audiencia Nacional al entender ésta que había cumplido las penas impuestas en aplicación de la conocida como doctrina del doble cómputo penal que estableció el Tribunal Constitucional en 2008.

### Conflicto de interpretaciones jurídicas
Con anterioridad a su puesta en libertad en 2011, y dado que Antonio Troitiño había sido juzgado con el código penal vigente desde 1973, el cumplimiento de la pena se habría producido en febrero de 2010, al restar a los treinta años máximos de prisión que permite la legislación, seis años de redención de condena por diferentes motivos, pero la Audiencia Nacional había aplicado la denominada doctrina Parot establecida por el Tribunal Supremo en 2006, en virtud de la cual la reducción de penas por beneficios penitenciarios se aplica respecto de cada una de ellas individualmente y no sobre el máximo legal permitido de permanencia en prisión, por lo que su puesta en libertad se había fijado para 2017.
No obstante, fue ordenada su puesta en libertad el 13 de abril por la propia Audiencia Nacional dando una nueva interpretación, al entender que correspondía la aplicación de la doctrina del doble cómputo penal establecida por el Tribunal Constitucional al considerar, en síntesis, que a los reos en prisión se les debe restar en la pena la totalidad del tiempo que se encuentren en prisión provisional, aunque coincida con el cumplimiento de otra pena. El Constitucional avaló esta interpretación en defensa de los derechos y libertades de los ciudadanos, contraponiéndola a la doctrina del Tribunal Supremo, la doctrina Parot, que evitaba tal cómputo al considerar que beneficiaba a los delincuentes que habían cometido varios delitos.

## Orden de detención, huida y segundo arresto
En la madrugada del 18 al 19 de abril de 2011, pocos días después de su excarcelación, la Audiencia Nacional revocó la puesta en libertad tras un recurso planteado por la fiscalía y ordenó su inmediato ingreso en prisión. La sección tercera de la Audiencia Nacional consideró que la doctrina del doble cómputo penal se había aplicado con errores, de acuerdo con una interpretación del Tribunal Supremo dos días antes para el caso de otros presos de ETA, en los que señaló que sí debe aplicarse la doctrina del Tribunal Constitucional, pero que el tiempo de prisión preventiva debe abonarse sobre cada una de las penas impuestas y no sobre el límite legal de 30 años. Sin embargo, Troitiño ya había huido, y la búsqueda duraría un año. El 29 de junio de 2012 fue arrestado en Londres después de una operación conjunta de la Comisaría General de Información de la Policía Nacional con las fuerzas de seguridad británicas y la policía metropolitana de Londres.

## Puesta en libertad en 2013 y nueva detención en 2014
El 14 de junio de 2013, el Tribunal de Londres autorizó su extradición a España, desestimando el recurso que había presentado contra el dictamen de un tribunal de menor rango favorable a la extradición. No obstante, tras dictarse la sentencia del Tribunal Europeo de Derechos Humanos de Estrasburgo contra la doctrina jurisprudencial Parot en octubre del mismo año, y que la justicia española pretendía aplicar a Troitiño, las autoridades judiciales británicas pidieron a las españolas explicaciones respecto a cómo podía afectar la sentencia a la causa de Troitiño, dando una semana de plazo para recibir la información y poder valorar. Mientras tanto, Troitiño quedó en libertad condicional.
El 13 de febrero de 2014 fue de nuevo detenido en el Reino Unido al considerarse que se había integrado nuevamente en ETA, y por tanto, había cometido un nuevo delito, quedando al día siguiente en libertad condicional bajo medidas cautelares hasta su comparecencia ante un tribunal londinense. Desde su anterior detención en Londres en 2012, donde se le habían encontrado documentos de identidad falsos, y aunque había sido puesto en libertad por aplicación de la sentencia del Tribunal Europeo de Derechos Humanos que anuló la doctrina Parot, la Audiencia Nacional en España inició una investigación que concluyó en una orden de detención donde se documentaba que «tras su puesta en libertad, se integró de nuevo en la estructura de la banda terrorista ETA, concretamente en el subaparato denominado IHESKO-Colectivo de Refugiados».
Falleció en Irún, a consecuencia de un cáncer que padecía desde tiempo atrás. Pese a tener pendientes un elevado número de condenas por sus asesinatos, había obtenido la libertad condicional el 5 de febrero de 2021 en la prisión de Estremera, por el cáncer que padecía.